# 초 의제
초 의제(楚 義帝, 생년 미상~기원전 206년)는 후초(後楚) 시대의 황제이며 진 시황제, 진 이세황제, 진 상제 영자영, 한 고제 고조 유방 등과 아울러 전제 군주 시대 중국 황제 1세대 5인 가운데 일원이었다.
진(秦)나라 말기 시대 사람이며, 춘추 전국 시대 초나라 회왕의 서얼 후손이었다.
초(楚)나라의 군주로 진나라 멸망 이후 사실상 ‘중국의 황제’였으며, 기원전 206년에 급사하였다. 성은 미(芈). 씨는 웅(熊), 이름은 심(心)이다. 그 후손은 유(柳)씨, 침(郴)씨라 칭했다.

## 치세
기원전 208년에서부터 기원전 206년까지 두해간 재위하는 동안, 그 가운데 재위 말년인 기원전 206년에 항우(項羽)가 서초(西楚)를 건국하고 서초패왕(西楚覇王)으로 섭정하였다.

## 생애

### 초나라 왕으로 옹립
초 회왕의 서얼 손자, 혹은 서출 고손 또는 서출 현손이라고도 한다. 그리고 다른 설로는 초나라의 마지막 왕인 부추의 배다른 조카, 혹은 막내 서자(庶子)라고도 한다. 초나라 멸망 이후 양치기 노릇을 하며 숨어 있다가, 기원전 210년 이후부터 항양(項梁)과 송의(宋義)를 만남으로써 하여금, 기원전 209년 당시에 드디어 진나라의 목축촌을 탈출해, 이듬해 기원전 208년에 초나라를 재건하고자 한 항량(項梁)과 송의(宋義)에 의해 회왕(懷王)으로 옹립되었다. 아무리 아직 살아 있는데도 시호를 붙여 부른 이유는, 예전에 자신의 고조부 회왕이 진나라에서 억류되던 도중에 죽었기에 진나라를 반드시 격파하겠다는 의지를 보인 것이다.

### 초의제의 군령으로 진나라 정벌
이후 송의로 하여금 강력한 세력자인 항량과 항우를 견제하고, 유방과 항우의 진나라 정벌에서도 먼저 관중(關中)에 들어가는 자가 관중의 왕이 되라고 명하기도 했다. 그러나 항우가 송의를 죽이고 유방 또한 먼 서쪽의 파촉에 한왕(漢王)으로 삼아 보내자 자신은 모든 실권을 잃게 되었다.

### 초의제의 죽음 이후 한중왕의 출정
마침내 기원전 206년에는 서초(西楚)를 건국하고 서초패왕(西楚覇王)으로 등극한 항우의 떠나라는 재촉에 의해 침성(郴城, 현재의 호남성 침현)으로 쫓겨가게 되었다. 그런데 강을 건너는 도중에 항우가 뒷날의 후환을 없애기 위해 구강왕(九江王) 영포, 형산왕(衡山王) 오예, 임강왕(臨江王) 공오를 시켜 강을 다 건너기 전에 기습하여 일행들을 모두 죽이게 하였다. 결국 자신은 피살되기 전에 스스로 강에 투신하여 자결하였다. 그들은 배가 강을 건너던 도중에 전복되어 익사한 것처럼 꾸미기 위해 배에 구멍을 뚫고 침몰시켰다. 그러나 강 건너에서 숨어서 이를 지켜보던 백성들은 눈물을 흘렸고, 한밤 중에 몰래 시체를 건져 장사를 지냈다.
한나라의 고조 유방은 초 의제의 복수를 명분으로 항우를 공격하게 된다. 후에 유방이 다시 안장을 하고 제사를 지내며 조의를 표함으로써 항우가 윗사람을 시해한 것을 명분으로 항우를 정벌하였다.

## 평가
진나라를 멸망시킨 반진(反秦) 세력의 군주 역할을 했다. 또한 중국 첫 번째 황제인 진 시황제, 두 번째 진 이세황제에 이은 중국 역사상 세 번째 황제였다.
흔히 그를 명분상의 군주라고 보는 학자도 있으나, 그렇지 않다. 그는 후초 황제로서 직분을 실제로 하였고, 자신만의 세력도 가지고 있었다(왕으로서 17~18개월가량, 황제로서 18~19개월가량 재위했음). 그러나 그 세력이 항우에 비해 미약해서, 결국 기원전 205년에 급사하였다. 후손들은 그가 급사하기 이전에 마지막으로 거처한 곳이 유(柳, 현재 중화인민공화국 호남성 상덕 지역)라는 땅이므로, 그 성씨를 유씨(柳氏)로 삼고, 현재까지 이어졌는데, 고로 현재 중국, 한국, 일본 등지의 성씨인 유(柳)씨들은 모두 그런 후손 또는 자손들이라고 한다.

## 기타
한국 조선시대의 김종직은 세조의 반정을 항우의 쿠데타에 비유하여 조의제문을 지었다.

## 같이 보기
- 조의제문
- 초 회왕
- 굴원
- 항우
- 진 시황제
- 진 이세황제
- 진왕 자영
- 초한전쟁